# サイパンエアー
サイパンエアー(Saipan Air)は、北マリアナ諸島サイパンにある航空会社であるが、運航はされていない。

## 概要
サイパンを拠点に貨物航空、ホテル、不動産業などを展開しているタン・ホールディングス(en:Tan Holdings Corporation)の出資、スイフトエアー(en:Swift Air)の運航により、サイパンエアーというブランド名で、2012年7月1日から就航開始する予定であった。。
格安航空会社ではないがLCCモデルのサービスを採用した「プレミアムLCC」としており、機内サービスでは、機内食や飲み物を提供する。アルコール類は、ビジネスクラスでは無料だが、エコノミークラスは有料となる。受託荷物は、1つ目は無料だが、2つ目は3000円、3つ目は4000円と課金する。
2012年7月1日から東京/成田-サイパン線、北京-サイパン線、8月1日から大阪/関西-サイパン線、瀋陽-サイパン線をそれぞれ定期チャーター便として就航開始を予定していた。しかし、機材を提供する予定のスイフトエアー社が破産を申請したため、機材が確保できなくなり、就航は中止された。そのため、サイパンエアーは、成田‐サイパン線を運航するデルタ航空（DL）に、振り替えの受け入れを要請した。また、スイフトエアー社に対して、債務不履行責任等の法的措置を講じるとしている。
成田・関西-サイパン線は、同年12月に定期便への移行を予定している。また、名古屋と福岡への就航と、札幌への季節運航を目指している。。

## 就航路線
日本
- サイパン - 東京/成田：1日1便（就航開始時期未定）

使用機材：B757-200 （C：16 席/Y：177 席）
- サイパン - 大阪/関西：1日1便（就航開始時期未定）

使用機材：B737-400 （C：12 席/Y：138 席）
 中国
- サイパン - 北京 : 週4便 （就航開始時期未定）
- サイパン - 瀋陽 : 週3便 （就航開始時期未定）

## 保有機材
- ボーイング737-400型機 : 1機
- ボーイング757-200型機 : 2機